# Memoji

La Memoji base

Le Memoji sono degli avatar creati dall'azienda statunitense Apple. La parola deriva dall’unione dei termini Me (io) ed emoji.
Luna

## Caratteristiche

### Memoji in base all'umore e alla personalità
I dispositivi iPhone e iPad Pro consentono anche di creare una Memoji animata. La caratteristica peculiare di una Memoji animata è la facoltà di prestarle la voce dell'utente, con grande effetto anche per il ricevente del messaggio.

### La creazione delle Memoji
La creazione delle Memoji viene fatta dall'applicazione messaggi, cliccando il tasto "nuovo Memoji". Da lì in poi si inizia la personalizzazione, scegliendo la carnagione, il colore degli occhi, la forma del naso, ecc. 

### Utilizzo
Le Memoji possono essere inviate e riprodotte tramite le seguenti applicazioni:
- Messaggi: possono essere usate in varie applicazioni di messaggistica; le Animoji possono essere usate invece solo in iMessage.
- FaceTime: le Animoji possono essere usate come effetto durante una chiamata.